# Walther Schoenborn
Joachim Carl Walther Schoenborn, auch Walter Schoenborn, (* 19. Juli 1883 in Seebad Neuhäuser; † 7. Mai 1956 in Kiel) war ein deutscher Rechtswissenschaftler und Staatsrechtslehrer.

## Leben
Walther Schoernborn, Sohn des Chirurgen Karl Schönborn, wurde 1906 an der Universität Heidelberg promoviert und habilitierte sich dort 1908. Nach einem dreijährigen Aufenthalt als Professor am Darülfünun in Konstantinopel wurde er in Heidelberg 1915 außerordentlicher Professor. 1919 wurde er dort ordentlicher Professor für Staats- und Völkerrecht und wechselte 1920 an die Universität Kiel. Ab 1934 leitete er das Institut für Internationales Recht. 1940 war er für neun Monate beim Auswärtigen Amt in Paris. Schoenborn wurde 1951 in Kiel emeritiert.
Schoenborn war Gründungsmitglied der Vereinigung der deutschen Staatsrechtslehrer.

## Schriften
- Das Oberaufsichtsrecht des Staates im modernen deutschen Staatsrecht, Winter, Heidelberg 1906 (zugleich: Universität Heidelberg, jur. Diss., 1906).
- Studien zur Lehre vom Verzicht im öffentlichen Recht, Mohr, Tübingen 1908 (zugleich: Universität Heidelberg, Habil.-Schrift, 1908).
- Staatensukzessionen, Kohlhammer, Berlin, Stuttgart, Leipzig 1913.
- Die Besetzung von Veracruz. Zur Lehre von den völkerrechtlichen Selbsthilfeakten. Mit einem Anhang: Urkunden zur Politik des Präsidenten Wilson gegenüber Mexiko, Kohlhammer, Berlin, Stuttgart, Leipzig 1914.